# پریش سنت پل کپیستر
پریش سنت پل کپیستر (به لاتین: Saint Paul Capisterre Parish) یک قصبه در سنت کیتس و نویس است که در سنت کیتس و نویس واقع شده‌است. پریش سنت پل کپیستر ۲٬۴۶۰ نفر جمعیت دارد.